# Ingimundarson
Ingimundarson ist ein männlicher isländischer Name.

## Herkunft und Bedeutung
Der Name ist ein Patronym und bedeutet Ingimundurs Sohn. Die weibliche Entsprechung ist Ingimundardóttir (Ingimundurs Tochter).

## Namensträger
- Ingimundur Ingimundarson (* 1980), isländischer Handballspieler
- Sigurður Ingimundarson (* 1966), isländischer Basketballspieler und -trainer
- Valdimar Þór Ingimundarson (* 1999), isländischer Fußballspieler
- Valur Ingimundarson (* 1962), isländischer Basketballspieler und -trainer